# Stanislav Landa

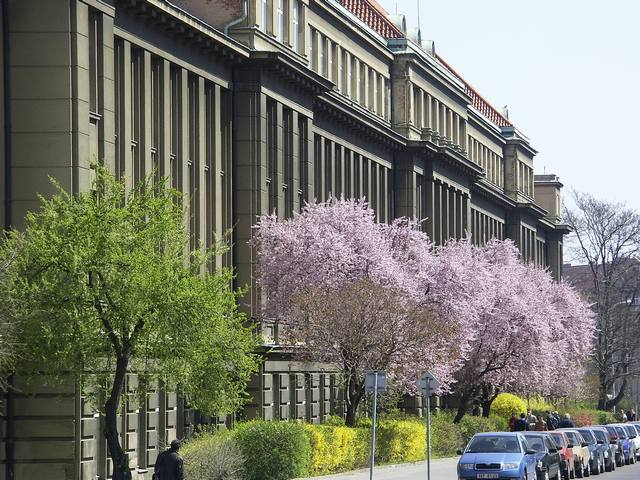
Bývalý rektorát ČVÚT v Zíkově ulici v Praze - Dejvice

Stanislav Landa (30. září 1898 Vrútky – 31. března 1981 Praha) byl český chemik a odborník na palivářský průmysl. V roce 1952, kdy byla chemická fakulta ČVUT prohlášena za samostatnou vysokou školu, Stanislav Landa stanul v čele katedry syntetických pohonných hmot.
Během svého života se věnoval nejenom vědecké práci, ale pracoval i v chemickém průmyslu ve Zlíně a Záluží u Mostu. Ve Zlíně vedl chemický výzkumný ústav u Jana Antonína Bati. V Záluží u Mostu se pustil do obnovy za války poškozené továrny na syntetická motorová paliva.
Je objevitelem organické sloučeniny adamantan, o které F. C. Whitmor napsal ve své učebnici organické chemie, že je jednou z nejzajímavějších organických sloučenin objevených v přírodě.

## Vzdělání
Stanislav Landa se narodil 30. září 1898 ve Vrútkách na Slovensku. Vystudoval technickou chemii na Českém vysokém učení technickém v Praze. Po jejím dokončení v roce 1921 se stal asistentem Ferdinanda Schulze (1877–1939) v Ústavu technologie paliv a svítivosti.
Cenné zkušenosti získal Stanislav Landa na studijních pobytech na univerzitě ve francouzské Nancy, v rumunské petrolejové rafinerii v Oršavě a v pařížské plynárně Gennevilliers.
Po návratu do Čech pracoval na habilitační práci O pozvolném spalování uhlovodíků, na jejímž základě byl v roce 1929 jmenován soukromým docentem v oboru technologie paliv a topení.
Po roce 1929 se zabýval studiem hodonínské ropy, ve které objevil nový uhlovodík s diamatoidní strukturou zvaný adamantan. Ten se stal předmětem mnoha prací nejenom Landy, ale i jeho žáků a mnoha zahraničních laboratoř.

## Kariéra

### Zlín

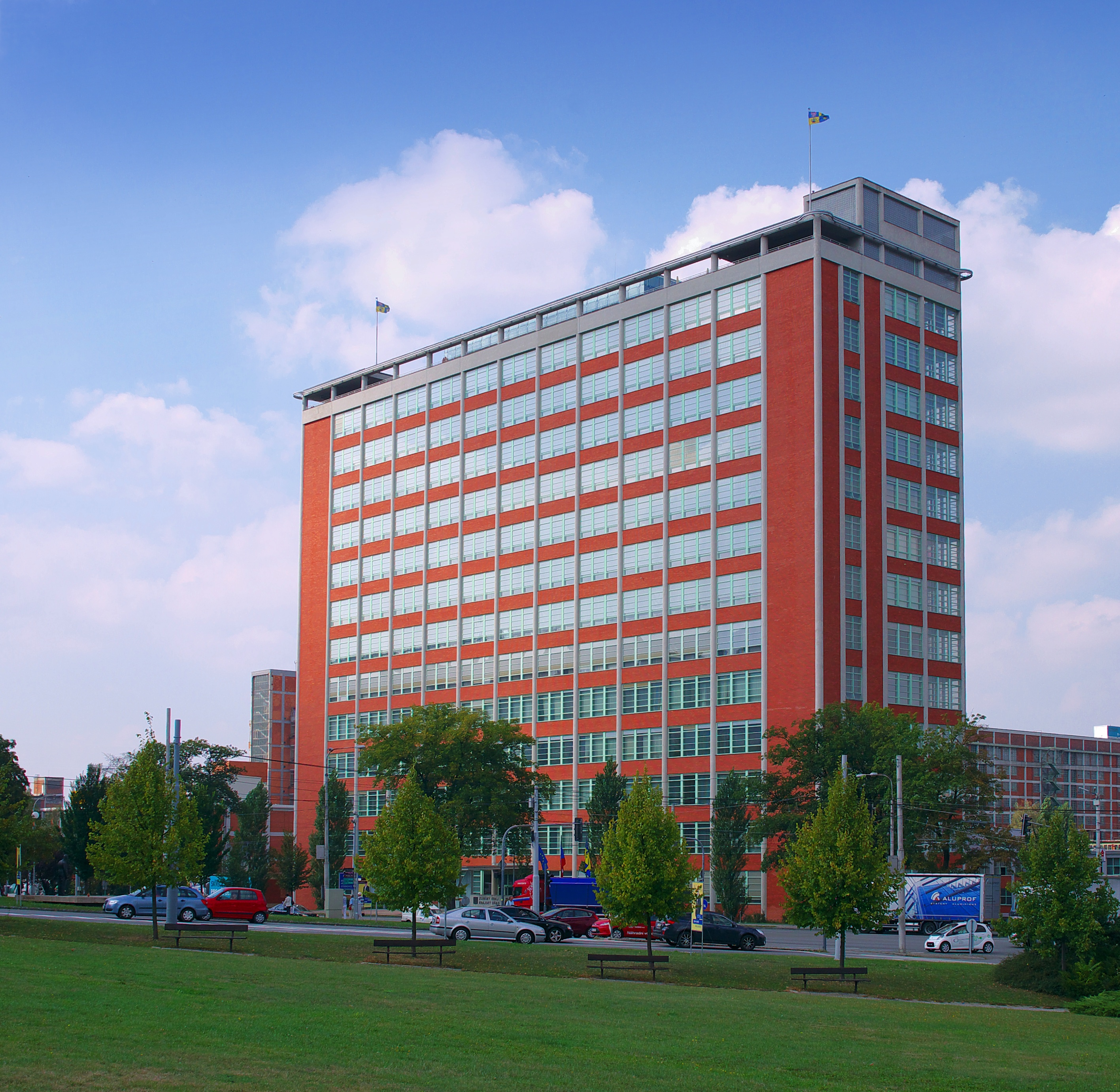
Baťův mrakodrap – sídlo vedení firmy

V roce 1933 Landovi nabídl Jan Antonín Baťa, aby pro jeho firmu ve Zlíně zřídil chemický výzkumný ústav. Landa váhal, zda odejít z akademické sféry, ale nakonec velmi lukrativní nabídku včetně bydlení přijal.
Ve Zlíně pak působil dvanáct let a realizoval více než 40 nových chemických výrob. Během několika let si nový ústav pod jeho vedením vydobyl přední postavení ve střední Evropě v oblasti technologie kaučuku a umělých vláken. Zaměstnával několika set především mladých chemiků a expertů z dalších oborů, kteří řešili řadu výzkumných úkolů z anorganické i organické chemie.
Za druhé světové války plnil ústav ještě další úlohu. Přijal více než padesát studentů z uzavřených vysokých škol a Landa pro ně organizoval odborné přednášky profesorů z Brna i Prahy.
Po válce byl Landa obviněn ze státní nespolehlivosti. Zastalo se ho mnoho zlínských výzkumníků a patřil mezi ně i Otto Wichterle – budoucí vynálezce kontaktních čoček.

### Záluží u Mostu

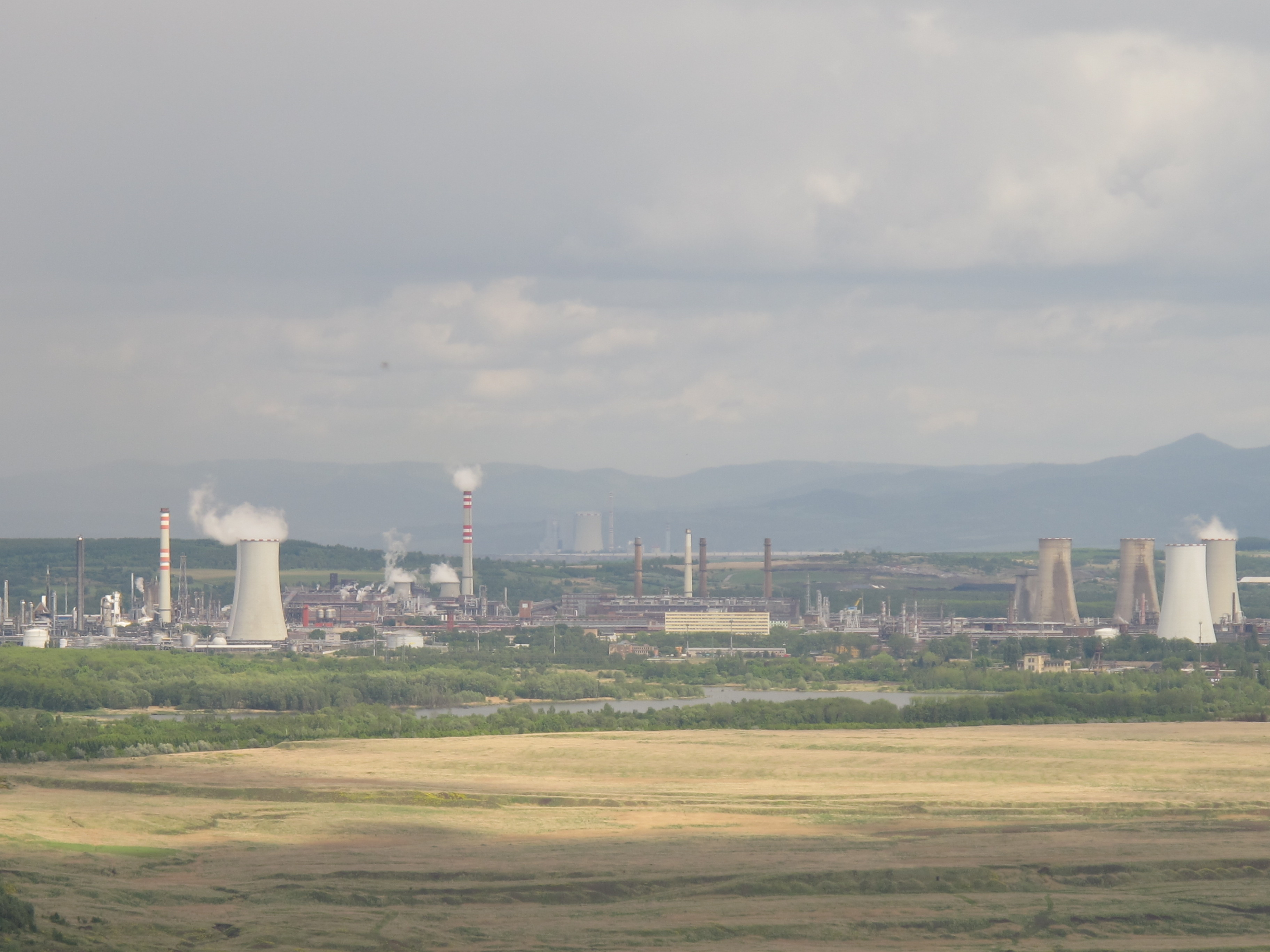
Pohled na chemičku v Záluží – současnost

V roce 1945 odešel Landa ze Zlína do Záluží u Mostu. Zde se zabýval především obnovou za války poškozené továrny na syntetická motorová paliva. Zastával funkci technického ředitele a během dvou let obnovil výrobu natolik, že pokrývala převážnou část domácí spotřeby pohonných hmot.
Přes veškeré úspěchy v chemickém průmyslu se Landa nechtěl vzdát dráhy vysokoškolského učitele. V roce 1947 uvítal své jmenování profesorem technologie paliv na chemické fakultě ČVÚT. Se závodem v Záluží však i nadále spolupracoval. Zřídil při ústavu detašované pracoviště, které řešilo problémy závodu v Záluží a vychovávalo pro něj mladé specialisty.

### Praha
V roce 1952 byla chemická fakulta ČVUT prohlášena za samostatnou vysokou školu a Landa stanul v čele katedry syntetických pohonných hmot.

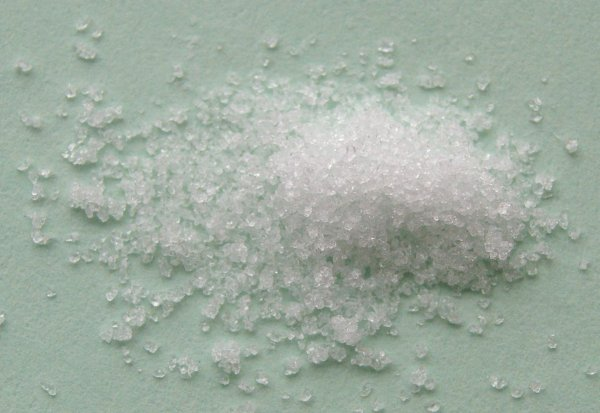
Vzorek adamantanu

Návrat k vědecké práci ho mimo jiné vrátil k výzkumu adamantanu. Tato sloučenina se ukázala jako velmi vhodnou pro výrobu průmyslově důležitých látek. Jeho syntetická forma a sloučeniny se používají ve farmacii, při výrobě polymerů, v agrochemii, v elektrolytickém leštění nerezavějící oceli i jako srovnávací látka v chromatografii a spektroskopii.
Landa se také zabýval syntézou individuálních uhlovodíků. Podařilo se mu vyvinout novou metodu přípravy čistých uhlovodíků, alkylfenolů, sirných a selenových sloučenin. Novátorské byly i jeho práce o hydrogenaci v přítomnosti sirníkových katalyzátorů.
Publikoval řadu studií o výsledcích své vědecké práce a pro potřeby studentů napsal několik učebnic o palivech a jejich využití, o jakosti a úpravě vod a syntetických pohonných látkách.

## Funkce a ocenění
- Od roku 1952 byl předsedou palivářské sekce při ministerstvu průmyslu.
- Působil v několika vědeckých radách výzkumných ústavů z oboru paliv.
- Byl členem Masarykovy akademie práce.
- Byl členem Československé, Americké a Švýcarské chemické společnosti.
- Byl členem korespondentem ČSAV, členem sekce a poté i vědeckého kolegia ČSAV.
- Působil ve vědecké radě VŠCHT a v celostátní komisi pro obhajoby disertačních prací.
- V roce 1959 obdržel Státní cenu Klementa Gottwalda.
- V roce 1968 obdržel zlatou oborovou plaketu ČSAV a Řád práce.